# Văn Võ
Văn Võ là một xã thuộc huyện Chương Mỹ, thành phố Hà Nội, Việt Nam.
Xã có diện tích 4,69 km², dân số năm 2022 là 9.515 người, mật độ dân số đạt 2.028 người/km².
Xã có 2 thôn, 7 xóm:
- Thôn Văn La gồm có: Xóm 1, Xóm 25 và Xóm 68.
- Thôn Võ Lao gồm có: Xóm Cấp Tiến, Xóm Cộng Hòa, Xóm Nguyễn Trãi và Xóm Tân Hợp.